# Professional'nyj Futbol'nyj Klub Kryl'ja Sovetov Samara 2018-2019
Questa voce raccoglie le informazioni riguardanti il Kryl'ja Sovetov Samara nelle competizioni ufficiali della stagione 2018-2019.

## Stagione
La squadra finì tredicesima in campionato, salvandosi grazie alla vittoria nei play-out nel doppio confronto con il Nižnij Novgorod.
In coppa dopo la vittoria esterna sul Tambov, giunta solo ai supplementari, la squadra fu esclusa agli ottavi dopo la sconfitta casalinga col Krasnodar.

## Maglie
| Manica sinistra · Manica sinistra · Maglietta · Maglietta · Manica destra · Manica destra · Pantaloncini · Calzettoni | Manica sinistra · Manica sinistra · Maglietta · Maglietta · Manica destra · Manica destra · Pantaloncini · Calzettoni |

## Rosa
| N. |                        | Ruolo | Calciatore                |
| -- | ---------------------- | ----- | ------------------------- |
| 1  | Russia (bandiera)      | P     | Sergej Ryžikov (capitano) |
| 2  | Russia (bandiera)      | D     | Vladimir Polujachtov      |
| 3  | Russia (bandiera)      | D     | Georgij Tigiev            |
| 5  | Slovenia (bandiera)    | D     | Miral Samardžič           |
| 8  | Bielorussia (bandiera) | A     | Sjarhej Karnilenka        |
| 9  | Russia (bandiera)      | C     | Alan Čočiev               |
| 11 | Azerbaigian (bandiera) | A     | Ramil Şeydayev            |
| 14 | Russia (bandiera)      | P     | Evgenij Konjuchov         |
| 15 | Russia (bandiera)      | D     | Georgij Zotov             |
| 17 | Russia (bandiera)      | C     | Michail Tichonov          |
| 18 | Uruguay (bandiera)     | D     | Agustín Rogel             |
| 20 | Serbia (bandiera)      | C     | Srđan Mijailović          |

| N. |                       | Ruolo | Calciatore        |
| -- | --------------------- | ----- | ----------------- |
| 22 | Serbia (bandiera)     | A     | Vanja Vučićević   |
| 28 | Romania (bandiera)    | D     | Paul Anton        |
| 29 | Uzbekistan (bandiera) | D     | Vitalij Denisov   |
| 31 | Russia (bandiera)     | C     | Denis Tkačuk      |
| 44 | Russia (bandiera)     | D     | Nikita Čičerin    |
| 64 | Russia (bandiera)     | C     | Oleg Lanin        |
| 90 | Russia (bandiera)     | D     | Taras Burlak      |
| 91 | Russia (bandiera)     | A     | Pavel Jakovlev    |
| 99 | Russia (bandiera)     | A     | Maksim Kanunnikov |
|    | Russia (bandiera)     | C     | Aleksandr Samedov |
|    | Russia (bandiera)     | C     | Anton Zinkovskiy  |

## Risultati

### Prem'er-Liga
| Samara 31 luglio 2018, ore 19:00 1ª giornata | Kryl'ja Sovetov Samara | 0 – 0 referto | CSKA Mosca | Samara Arena (39 137 spett.) |

| Samara 5 agosto 2018, ore 16:30 2ª giornata | Kryl'ja Sovetov Samara | 0 – 3 referto | Orenburg | Samara Arena (22 930 spett.) |

| Rostov sul Don 11 agosto 2018, ore 21:30 3ª giornata | Rostov | 0 – 1 referto | Kryl'ja Sovetov Samara | Rostov Arena (30 986 spett.) |

| Samara 19 agosto 2018, ore 16:30 4ª giornata | Kryl'ja Sovetov Samara | 0 – 1 referto | Lokomotiv Mosca | Samara Arena (31 652 spett.) |

| Tjumen' 27 agosto 2018, ore 17:30 5ª giornata | Enisej | 1 – 0 referto | Kryl'ja Sovetov Samara | Stadio Geolog (1 510 spett.) |

| Samara 1º settembre 2018, ore 14:00 6ª giornata | Kryl'ja Sovetov Samara | 1 – 0 referto | Anži | Samara Arena (19 519 spett.) |

| Tula 15 settembre 2018, ore 19:00 7ª giornata | Arsenal Tula | 4 – 0 referto | Kryl'ja Sovetov Samara | Stadio Arsenal (10 130 spett.) |

| Samara 24 settembre 2018, ore 18:30 8ª giornata | Kryl'ja Sovetov Samara | 0 – 3 referto | Krasnodar | Samara Arena (17 198 spett.) |

| Kazan' 1º ottobre 2018, ore 19:30 9ª giornata | Rubin | 2 – 1 referto | Kryl'ja Sovetov Samara | Kazan Arena (6 374 spett.) |

| Samara 6 ottobre 2018, ore 14:00 10ª giornata | Kryl'ja Sovetov Samara | 1 – 0 referto | Dinamo Mosca | Samara Arena (14 528 spett.) |

| Ekaterinburg 20 ottobre 2018, ore 14:00 11ª giornata | Ural | 1 – 1 referto | Kryl'ja Sovetov Samara | Stadio Centrale (13 248 spett.) |

| Samara 29 ottobre 2018, ore 18:00 12ª giornata | Kryl'ja Sovetov Samara | 0 – 1 referto | Zenit San Pietroburgo | Samara Arena (27 102 spett.) |

| Ufa 5 novembre 2018, ore 16:30 13ª giornata | Ufa | 1 – 2 referto | Kryl'ja Sovetov Samara | Stadio Neftjanik (4 056 spett.) |

| Samara 10 novembre 2018, ore 16:30 14ª giornata | Kryl'ja Sovetov Samara | 1 – 2 referto | Achmat Groznyj | Samara Arena (8 697 spett.) |

| Mosca 25 novembre 2018, ore 14:00 15ª giornata | Spartak Mosca | 3 – 1 referto | Kryl'ja Sovetov Samara | Otkrytie Arena (25 092 spett.) |

| Orenburg 3 aprile 2019, ore 17:00 16ª giornata | Orenburg | 3 – 1 referto | Kryl'ja Sovetov Samara | Stadio Gazovik (3 684 spett.) |

| Samara 8 dicembre 2018, ore 12:30 17ª giornata | Kryl'ja Sovetov Samara | 1 – 0 referto | Rostov | Samara Arena (7 213 spett.) |

| Mosca 2 marzo 2019, ore 16:30 18ª giornata | Lokomotiv Mosca | 2 – 2 referto | Kryl'ja Sovetov Samara | RŽD Arena (10 534 spett.) |

| Samara 9 marzo 2019, ore 14:00 19ª giornata | Kryl'ja Sovetov Samara | 4 – 0 referto | Enisej | Samara Arena (9 376 spett.) |

| Kaspijsk 15 marzo 2019, ore 19:30 20ª giornata | Anži | 0 – 2 referto | Kryl'ja Sovetov Samara | Anži-Arena (3 120 spett.) |

| Samara 29 marzo 2019, ore 18:30 21ª giornata | Kryl'ja Sovetov Samara | 0 – 1 referto | Arsenal Tula | Samara Arena (12 297 spett.) |

| Krasnodar 6 aprile 2019, ore 16:30 22ª giornata | Krasnodar | 1 – 0 referto | Kryl'ja Sovetov Samara | Stadio FK Krasnodar (22 885 spett.) |

| Samara 12 aprile 2019, ore 18:30 23ª giornata | Kryl'ja Sovetov Samara | 1 – 0 referto | Rubin | Samara Arena (13 761 spett.) |

| Chimki 20 aprile 2019, ore 16:30 24ª giornata | Dinamo Mosca | 1 – 0 referto | Kryl'ja Sovetov Samara | Arena Chimki (5 352 spett.) |

| Samara 25 aprile 2019, ore 18:30 25ª giornata | Kryl'ja Sovetov Samara | 0 – 1 referto | Ural | Samara Arena (11 203 spett.) |

| San Pietroburgo 28 aprile 2019, ore 16:30 26ª giornata | Zenit San Pietroburgo | 4 – 2 referto | Kryl'ja Sovetov Samara | Stadio San Pietroburgo (40 463 spett.) |

| Samara 5 maggio 2019, ore 14:00 27ª giornata | Kryl'ja Sovetov Samara | 1 – 1 referto | Ufa | Samara Arena (15 836 spett.) |

| Groznyj 11 maggio 2019, ore 16:30 28ª giornata | Achmat Groznyj | 2 – 1 referto | Kryl'ja Sovetov Samara | Stadion imeni Achmat-Chadži Kadyrova (9 962 spett.) |

| Samara 18 maggio 2019, ore 19:00 29ª giornata | Kryl'ja Sovetov Samara | 1 – 2 referto | Spartak Mosca | Samara Arena (37 276 spett.) |

| Mosca 26 maggio 2019, ore 14:00 30ª giornata | CSKA Mosca | 6 – 0 referto | Kryl'ja Sovetov Samara | Arena CSKA (22 053 spett.) |

#### Spareggi
| Nižnij Novgorod 30 maggio 2019, ore 19:00 Spareggio - andata | Nižnij Novgorod | 1 – 3 referto | Kryl'ja Sovetov Samara | Stadio Nižnij Novgorod (21 800 spett.) |

| Samara 2 giugno 2019, ore 18:00 Spareggio ritorno | Kryl'ja Sovetov Samara | 0 – 1 referto | Nižnij Novgorod | Samara Arena (23 441 spett.) |

### Kubok Rossii
| Tambov 27 settembre 2018, ore 19:30 Sedicesimi di finale | Tambov | 1 – 2 referto | Kryl'ja Sovetov Samara | Spartak Stadium (4 600 spett.) |

| Samara 1º novembre 2018, ore 18:00 Ottavi di finale | Kryl'ja Sovetov Samara | 1 – 2 referto | Krasnodar | Samara Arena (11 093 spett.) |